# Bundesstraße 277
Pour les articles homonymes, voir Route 277.
La Bundesstraße 277 est une Bundesstraße du Land de Hesse.

## Géographie
La route dessert l'arrondissement de Lahn-Dill sur toute sa longueur.
La Bundesstrasse commence à Haiger puis traverse Dillenburg par un tunnel. Il atteint la Bundesstraße 277a, construite comme une autoroute, qui longe le parc industriel de Wetzlar-Dillfeld et fait la liaison avec la B 49. L'ancienne partie de la B 277 continuait d'Aßlar à travers le nord de Wetzlar et passant par la gare à travers le centre-ville, où les voies se séparent.
Les B 255 et B 277 partagent le chemin entre Herborn-Burg et Herborn.
Le tronçon entre Wetzlar et Pohl-Göns fut déclassé en Landesstraße, à Wetzlar, il fait partie de la Landesstraße 3053 au nord de Lahn. La B 277a est intégrée à la B 277 le 1er janvier 1995.

## Source
- (de) Cet article est partiellement ou en totalité issu de l’article de Wikipédia en allemand intitulé « Bundesstraße 277 » (voir la liste des auteurs).